# Canton de Saint-Aubin-d'Aubigné
Pour les articles homonymes, voir Saint-Aubin et D'Aubigné.
Le canton de Saint-Aubin-d'Aubigné est une ancienne division administrative française, située dans le département d'Ille-et-Vilaine et la région Bretagne.

## Composition
Le canton de Saint-Aubin-d'Aubigné regroupait les communes suivantes :
| Nom                               | Code Insee | Intercommunalité                | Superficie (km2) | Population (dernière pop. légale) | Densité (hab./km2) |
| --------------------------------- | ---------- | ------------------------------- | ---------------- | --------------------------------- | ------------------ |
| Saint-Aubin-d'Aubigné (chef-lieu) | 35251      | CC du Val d'Ille-Aubigné        | 23,52            | 3 487 (2014)                      | 148                |
| Andouillé-Neuville                | 35003      | CC du Val d'Ille-Aubigné        | 12,61            | 848 (2014)                        | 67                 |
| Aubigné                           | 35007      | CC du Val d'Ille-Aubigné        | 2,20             | 489 (2014)                        | 222                |
| Chevaigné                         | 35079      | Rennes Métropole                | 10,33            | 2 042 (2014)                      | 198                |
| Feins                             | 35110      | CC du Val d'Ille-Aubigné        | 20,35            | 937 (2014)                        | 46                 |
| Gahard                            | 35118      | CC du Val d'Ille-Aubigné        | 24,96            | 1 398 (2014)                      | 56                 |
| Melesse                           | 35173      | CC du Val d'Ille-Aubigné        | 32,39            | 5 904 (2014)                      | 182                |
| Montreuil-le-Gast                 | 35193      | CC du Val d'Ille-Aubigné        | 9,14             | 1 923 (2014)                      | 210                |
| Montreuil-sur-Ille                | 35195      | CC du Val d'Ille-Aubigné        | 15,15            | 2 249 (2014)                      | 148                |
| Mouazé                            | 35197      | CC du Val d'Ille-Aubigné        | 8,39             | 1 299 (2014)                      | 155                |
| Romazy                            | 35244      | CC Couesnon Marches de Bretagne | 7,18             | 289 (2014)                        | 40                 |
| Saint-Germain-sur-Ille            | 35274      | CC du Val d'Ille-Aubigné        | 3,90             | 895 (2014)                        | 229                |
| Saint-Médard-sur-Ille             | 35296      | CC du Val d'Ille-Aubigné        | 18,22            | 1 352 (2014)                      | 74                 |
| Sens-de-Bretagne                  | 35326      | CC du Val d'Ille-Aubigné        | 30,82            | 2 537 (2014)                      | 82                 |
| Vieux-Vy-sur-Couesnon             | 35355      | CC du Val d'Ille-Aubigné        | 21,56            | 1 150 (2014)                      | 53                 |

### Modifications territoriales
Contrairement à beaucoup d'autres cantons, le canton de Saint-Aubin-d'Aubigné n'incluait aucune commune supprimée depuis 1795. Lors de la période révolutionnaire et de la création des communes, les paroisses d'Andouillé et de Neuville sont réunies pour former la commune d'Andouillé-Neuville.

## Représentation

### Conseillers généraux de 1833 à 2015
De 1833 à 1848, les cantons de Hédé et de Saint-Aubin-d'Aubigné avaient le même conseiller général. Le nombre de conseillers généraux était limité à trente par département.
| Période | Période          | Identité                                           | Étiquette   | Qualité                                                                                      |
| ------- | ---------------- | -------------------------------------------------- | ----------- | -------------------------------------------------------------------------------------------- |
| 1833    | 1844 (décès)     | Antoine Mangin d'Oins                              | Opposition  | Ancien officier et capitaine d'état-major, député (1831-1840)                                |
| 1845    | 1852             | Ambroise Félix Anne Bigot-Duchénay (du Chénay)     |             | Propriétaire, médecin, agronome, maire de Melesse, conseiller d'arrondissement               |
| 1852    | 1864 (décès)     | Comte Emmanuel Jean Aimé de Freslon de Saint-Aubin |             | Maire de Saint-Aubin-d'Aubigné, ancien sous-lieutenant d'infanterie                          |
| 1864    | 1883 (démission) | Eugène Courtois                                    | Républicain | Avoué, maire de Gahard                                                                       |
| 1883    | 1919 (décès)     | Émile-Louis Beillard (1836-1919)                   | Républicain | Notaire, maire de Sens-de-Bretagne                                                           |
| 1919    | 1926 (décès)     | Paul Picard                                        | Rad.        | Industriel, propriétaire à Rennes                                                            |
| 1927    | 1932 (décès)     | Adolphe Herbert                                    | Rad.        | Maire de Feins, vice-président du conseil général                                            |
| 1932    | 1940             | Amand Brionne (père) (1871-1950)                   | Rad.        | Marchand de chaussures Maire de Saint-Aubin-d'Aubigné Nommé conseiller départemental en 1943 |
|         |                  |                                                    |             |                                                                                              |
| 1945    | 1950 (décès)     | Amand Brionne (père)                               | Rad.        |                                                                                              |
| 1950    | 1971 (décès)     | Amand Brionne fils du précédent (1898-1971)        | Rad.        | Industriel, maire de Saint-Aubin-d'Aubigné                                                   |
| 1972    | 1973             | Gaston Bombard                                     | CD          | Pharmacien                                                                                   |
| 1973    | 1976 (décès)     | Henri Canto                                        | CD          | Agriculteur, maire de Mouazé (1953-1976)                                                     |
| 1976    | 1979             | Lucien Besnard                                     | DVD         | Huissier, maire de Saint-Aubin-d'Aubigné                                                     |
| 1979    | 1992             | Jean-Paul Ridard                                   | UDF-PR      | Pharmacien, maire de Saint-Aubin-d'Aubigné (1977-1991)                                       |
| 1992    | 1998             | Louis Genouel                                      | DVD         | Agriculteur, maire de Gahard                                                                 |
| 1998    | 2001             | Pierre Esnault                                     | PS          | Enseignant, maire de Saint-Aubin-d'Aubigné (1992-2014)                                       |
| 2001    | 2015             | Jean-Yves Praud                                    | PS          | Retraité, maire de Feins (2001-2008)                                                         |

Le canton participait à l'élection du député de la sixième circonscription d'Ille-et-Vilaine.

### Conseillers d'arrondissement (de 1833 à 1940)
| Période                                  | Période      | Identité                                        | Étiquette   | Qualité |
| ---------------------------------------- | ------------ | ----------------------------------------------- | ----------- | --- |
| 1833                                     | 1845         | Ambroise Félix Anne Bigot du Chénay (1786-1864) |             | Médecin, agronome, maire de Melesse                                                                         |
| 1845                                     | 1847 (décès) | Louis-Marie Beillard (1803-1847)                |             | Propriétaire, conseiller municipal de Sens                                                                  |
|                                          |              |                                                 |             | |
| avant 1889                               |              | François Herbert                                |             | Maire de Feins                                                                                              |
|                                          |              |                                                 |             | |
| 1913                                     | 1919         | Paul Picard                                     | RG          | Industriel, propriétaire à Rennes                                                                           |
| 1919                                     | 1931         | Toussaint Noury                                 | Républicain | Notaire, suppléant du juge de paix à Saint-Aubin-d'Aubigné                                                  |
| 1931                                     | 1932         | Armand Brionne père                             | Radical     | Marchand de chaussures, maire de Saint-Aubin-d'Aubigné                                                      |
| 1932                                     | 1940         | Georges Herbert                                 | Radical     | Ingénieur, maire de Feins                                                                                   |
| 1940                                     |              |                                                 |             | Les conseils d'arrondissement ont été suspendus par la loi du 12 octobre 1940 et n'ont jamais été réactivés |
| Les données manquantes sont à compléter. |              |                                                 |             | |

## Démographie
| 1962   | 1968   | 1975   | 1982   | 1990   | 1999   | 2006   | 2011   | 2012   |
| ------ | ------ | ------ | ------ | ------ | ------ | ------ | ------ | ------ |
| 12 617 | 12 697 | 14 352 | 16 761 | 18 447 | 20 165 | 23 321 | 25 608 | 25 903 |